# Alex Carter
Alex Carter (Toronto, 12 november 1963), geboren als Apostolos Apostolopoulos, is een Canadees acteur.

## Biografie
Carter werd geboren in Toronto met een Griekse afkomst, hij doorliep de highschool aan de Lawrence Park Collegiate Institute aldaar. Hierna verhuisde hij naar Hollywood waar hij het acteren leerde aan de acteerschool Beverly Hills Playhouse.
Carter begon in 1988 met acteren in de film Betrayal of Silence, waarna hij nog meerdere rollen speelde in films en televisieseries. Hij is vooral bekend van zijn rol als rechercheur Vartann in de televisieserie CSI: Crime Scene Investigation waar hij in 41 afleveringen speelde (2003-2013).

## Filmografie

### Films
Uitgezonderd korte films.
- 2017 Don't Sleep - als Vincent Marino
- 2015 Jesse Stone: Lost in Paradise - als rechercheur Dan Leary
- 2014 The Secret Sex Life of a Single Mom - als de Duke
- 2013 Missing at 17 - als Kurt
- 2013 House of Versace - als Paul Beck
- 2012 40 Days and Nights - als John
- 2011 Look Again - als Stafford Keach
- 2006 The Mermaid Chair - als broeder 'Whit' Thomas
- 2005 The Island - als Censor
- 2003 Out of Time - als Cabot
- 2002 Guilt by Association - als Russell
- 2001 The Day Reagan Was Shot - als dr. Allard
- 2001 Hitched - als rechercheur Cary Grant
- 2001 It Is What It Is - als Mitch Valentine
- 2000 Bring Him Home - als Farrell
- 2000 Task Force: Caviar - als Brian Hogan
- 1998 Recipe for Revenge - als Jack Brannigan
- 1998 The Fixer - als Howard Larkin
- 1997 Time to Say Goodbye? - als Craig Klooster
- 1996 What Kind of Mother Are You? - als Rob Hyler
- 1996 The Morrison Murders: Based on a True Story - als George Pettygrew
- 1996 Trilogy of Terror II - als Breslow
- 1996 Her Desperate Choice - als Marcus Perry
- 1996 Moonshine Highway - als Bill Rickman
- 1995 Net Worth - als Gus Mortson
- 1995 The Man in the Attic - als Gary
- 1994 To Save the Children - als FBI agent
- 1994 Spenser: Pale Kings and Princes - als Lundquist
- 1993 Taking the Heat - als Muff
- 1988 Betrayal of Silence - als Michael

### Televisieseries
Uitgezonderd eenmalige gastrollen.
- 2018-2019 Burden of Truth - als David Hanley - 10 afl.
- 2017 Jean-Claude Van Johnson - als kolonel - 2 afl.
- 2016 Recovery Road - als dr. Marcus Granger - 3 afl.
- 2003-2013 CSI: Crime Scene Investigation - als rechercheur Vartann - 41 afl.
- 2007-2012 Burn Notice - als Jason Bly - 6 afl.
- 2011-2012 Revenge - als Michael Davis - 2 afl.
- 2009 Leverage - als klusjesman van Sterling - 2 afl.
- 2007-2008 Lincoln Heights - als Lindo - 10 afl.
- 2007 Shark - als Alan Boyd - 2 afl.
- 2007 Wildfire - als Tim - 4 afl.
- 2005-2006 Point Pleasant - als sheriff Logan Parker - 9 afl.
- 2003-2004 Veritas: The Quest - als dr. Solomon Zond - 13 afl.
- 1998-2002 Made in Canada - als Damacles / Michael Rushton - 5 afl.
- 1999-2001 These Arms of Mine - als David Bishop - 5 afl.
- 2001 Blue Murder - als agent Wayne 'Flip' Henderson - 2 afl.
- 1996-1998 Black Harbour - als Paul Isler - 30 afl.
- 1994-1998 Due South - als agent Ford - 5 afl.
- 1996-1997 Traders - als Tommy 'Ryke' Rykespoor - 8 afl.
- 1994-1995 Side Effects - als Richard Malichevski - 4 afl.
- 1990-1991 My Secret Identity - als Methey - 2 afl.

- International Standard Name Identifier: 0000 0000 4443 5322
- Library of Congress Control Number: no2004074622
- Virtual International Authority File: 61260288
- WorldCat: E39PBJjMxHQbBrcy33vRtkg9Xd